# Maison Claude Debourg
La Maison Claude Debourg, située au 14 rue Lainerie dans le Vieux Lyon, est l’un des plus beaux exemples d’architecture civile du début du XVIe siècle à Lyon. Construite en 1516 pour Claude Debourg, alors consul échevin de la ville, elle se distingue par sa façade gothique flamboyant, rare et remarquablement conservée, qui témoigne de la transition entre le gothique et la Renaissance dans l’architecture lyonnaise.

## Histoire
L’histoire de la Maison Claude Debourg, au 14 rue Lainerie dans le Vieux Lyon, commence au début du XVIe siècle. Construite en 1516 pour Claude Debourg, magistrat et consul échevin de la ville de Lyon, elle reflète la réussite sociale de son commanditaire à une époque où le quartier Saint-Paul était un centre de pouvoir et de richesse.
La Maison Claude Debourg est protégée au titre des monuments historiques depuis 1927 pour la qualité et la rareté de sa façade décorée. Elle demeure aujourd’hui un témoin précieux de l’architecture urbaine lyonnaise à la transition du Moyen Âge à la Renaissance, illustrant l’ascension des élites locales et la richesse du patrimoine du quartier Saint-Paul.

## Description
La façade de la maison, de style gothique flamboyant, est l’une des plus rares et des mieux conservées de Lyon. Elle se distingue par ses fenêtres à meneaux surmontées d’arcs en accolade à crochets, de coquilles, de pinacles, de clochetons et d’une niche à coquille abritant une statue de la Vierge. Au-dessus de la porte, un blason incliné à gauche rappelle que la famille Debourg a participé aux croisades, soulignant l’ancienneté et le prestige de la lignée.
À l’intérieur, la maison suit le schéma traditionnel des demeures urbaines de la Renaissance lyonnaise : une allée, un escalier à vis et une cour centrale. Les études archéologiques ont révélé que la maison a été bâtie entre deux murs plus anciens, datés entre 1044 et 1220, vestiges du parcellaire médiéval du quartier. L’édifice a également connu des remaniements au fil des siècles, en fonction des besoins de ses occupants.